# Dina Perbellini
Dina Perbellini, nota anche con lo pseudonimo di Dirce Bellini (Vicenza, 14 gennaio 1901 – Roma, 2 aprile 1983), è stata un'attrice e doppiatrice italiana; caratterista, fu molto in auge nei primi anni del cinema sonoro.

## Biografia
Esordì sui palcoscenici appena ventenne, divenendo una delle migliori caratteriste in scena nel teatro italiano.
Dal 1934 passò al cinema, svolgendo una carriera lunghissima durante la quale ebbe modo di farsi apprezzare in tutti i generi, eccellendo in parti dove seppe palesare la sua straordinaria vis comica, quali Il cappello a tre punte di Mario Camerini (1934), L'allegro fantasma di Amleto Palermi (1941), I bambini ci guardano di Vittorio De Sica (1943), Miss Italia di Duilio Coletti (1950), Il cappotto di Alberto Lattuada (1952), Il principe fusto di Maurizio Arena (1960), Il cavaliere inesistente di Pino Zac (1969)
Parallela, ed ancora più prolifica, fu la sua attività teatrale: recitò accanto ai più grandi nomi del teatro novecentesco, da Luigi Pavese ad Andreina Pagnani, dai fratelli De Filippo a Cesco Baseggio.
Prestò la sua voce a grandissime regine dello schermo, tra cui Angela Lansbury ed Olivia de Havilland, e dalla fine degli anni trenta fu docente di dizione e recitazione al Centro sperimentale di cinematografia sino alla morte.
Dopo una carriera lunghissima e densa di successi, Dina Perbellini morì nella primavera del 1983 all'età di 82 anni.

## Filmografia
- Seconda B, regia di Goffredo Alessandrini (1934)
- Il cappello a tre punte, regia di Mario Camerini (1935)
- Le scarpe al sole, regia di Marco Elter (1935)
- Ginevra degli Almieri, regia di Guido Brignone (1935)
- Amore, regia di Carlo Ludovico Bragaglia (1935)
- Pensaci, Giacomino!, regia di Gennaro Righelli (1936)
- I fratelli Castiglioni, regia di Corrado D'Errico (1937)
- Gli ultimi giorni di Pompeo, regia di Mario Mattoli (1937)
- Sono stato io!, regia di Raffaello Matarazzo (1937)
- Il conte di Bréchard, regia di Mario Bonnard (1937)
- La sposa dei Re, regia di Duilio Coletti (1938)
- Crispino e la comare, regia di Vincenzo Sorelli (1938)
- Il marchese di Ruvolito, regia di Raffaello Matarazzo (1939)
- Animali pazzi, regia di Carlo Ludovico Bragaglia (1939)
- Il barone di Corbò, regia di Gennaro Righelli (1939)
- Il ladro sono io!, regia di Flavio Calzavara (1939)
- Alessandro, sei grande!, regia di Carlo Ludovico Bragaglia (1940)
- Capitan Fracassa, regia di Duilio Coletti (1940)
- La peccatrice, regia di Amleto Palermi (1940)
- La compagnia della teppa, regia di Corrado D'Errico (1941)
- L'allegro fantasma, regia di Amleto Palermi (1941)
- Pia de' Tolomei, regia di Esodo Pratelli (1941)
- La corona di ferro, regia di Alessandro Blasetti (1941)
- Sissignora, regia di Ferdinando Maria Poggioli (1941)
- La maestrina, regia di Giorgio Bianchi (1942)
- Cortocircuito, regia di Giacomo Gentilomo (1943)
- Gioco d'azzardo, regia di Parsifal Bassi (1943)
- I bambini ci guardano, regia di Vittorio De Sica (1944)
- Chi l'ha visto?, regia di Goffredo Alessandrini (1945)
- Miss Italia, regia di Duilio Coletti (1950)
- Cuori sul mare, regia di Giorgio Bianchi (1950)
- Anna, regia di Alberto Lattuada (1951)
- Porca miseria!, regia di Giorgio Bianchi (1951)
- Amo un assassino, regia di Bruno Bandini (1952)
- Vacanze col gangster, regia di Dino Risi (1952)
- Il cappotto, regia di Alberto Lattuada (1952)
- Altri tempi, episodio Pot-pourri di canzoni, regia di Alessandro Blasetti (1952)
- Chi è senza peccato..., regia di Raffaello Matarazzo (1952)
- Ho scelto l'amore, regia di Mario Zampi (1953)
- Vortice, regia di Raffaello Matarazzo (1953)
- ...e Napoli canta!, regia di Armando Grottini (1953)
- Perdonami!, regia di Mario Costa (1953)
- I cinque dell'Adamello, regia di Pino Mercanti (1954)
- La schiava del peccato, regia di Raffaello Matarazzo (1954)
- Camilla, regia di Luciano Emmer (1954)
- I tre ladri, regia di Lionello De Felice (1954)
- Ridere! Ridere! Ridere!, regia di Edoardo Anton (1954)
- Giuramento d'amore, regia di Roberto Bianchi Montero (1955)
- Io piaccio, regia di Giorgio Bianchi (1955)
- Il prezzo della gloria, regia di Antonio Musu (1955)
- Incatenata dal destino, regia di Enzo Di Gianni (1956)
- Il ponte dell'universo, regia di Renato Cenni (1956)
- Tempo di villeggiatura, regia di Antonio Racioppi (1956)
- Saranno uomini, regia di Silvio Siano (1957)
- Mariti in città, regia di Luigi Comencini (1957)
- Un amore senza fine, regia di Mario Terribile (1958)
- La cambiale, regia di Camillo Mastrocinque (1959)
- Madri pericolose, regia di Domenico Paolella (1960)
- Le schiave bianche (Le Bal des espions), regia di Michel Clément (1960)
- Il principe fusto, regia di Maurizio Arena (1960)
- Totò, Peppino e... la dolce vita, regia di Sergio Corbucci (1961)
- La casa del peccato (Les Menteurs), regia di Edmond Gréville (1961)
- Due settimane in un'altra città, regia di Vincente Minnelli (1962)
- Testa tra le nuvole, regia di Antonio Mercero (1964)
- Il cavaliere inesistente, regia di Pino Zac (1969)
- Il piccolo Lord, episodio di K2 + 1, regia di Luciano Emmer (1971) - serie telefilm

Doppiatrici
- Giovanna Scotto in La corona di ferro, Cortocircuito, Tempo di villeggiatura.

## Doppiaggio
- Judith Allen in La nuova ora[2]
- Olivia de Havilland in La leggenda di Robin Hood
- Colleen Dewhurst in La storia di una monaca
- Joan Fontaine in Musica per signora
- Miriam Hopkins in Mancia competente
- Muriel Hutchinson in Donne
- Glynis Johns in Il ladro di Bagdad
- Angela Lansbury in Il ritratto di Dorian Gray, Le ragazze di Harvey
- Madeleine Renaud in Il giorno più lungo
- Queenie Leonard in Mi chiamo Giulia Ross
- Louise Lorimer in Avvocato di me stesso
- Claude May in Odette
- Maureen O'Sullivan in La famiglia Barrett[3]
- Elaine Riley in Attente ai marinai!
- Nora Swinburne in Il fiume

## Prosa radiofonica
- Le due metà di Guglielmo Zorzi, regia di Aldo Silvani, trasmessa il 14 novembre 1936.